# Ojo Amarillo
Ojo Amarillo és una concentració de població designada pel cens dels Estats Units a l'estat de Nou Mèxic. Segons el cens del 2000 tenia 829 habitants.

## Demografia
Segons el cens del 2000, Ojo Amarillo tenia 829 habitants, 174 habitatges, i 163 famílies. La densitat de població era de 167,6 habitants per km².
Dels 174 habitatges en un 72,4% hi vivien nens de menys de 18 anys, en un 50% hi vivien parelles casades, en un 34,5% dones solteres, i en un 6,3% no eren unitats familiars. En el 4,6% dels habitatges hi vivien persones soles el 0,6% de les quals corresponia a persones de 65 anys o més que vivien soles. El nombre mitjà de persones vivint en cada habitatge era de 4,76 i el nombre mitjà de persones que vivien en cada família era de 4,84.
Per edats la població es repartia de la següent manera: un 49,3% tenia menys de 18 anys, un 11,3% entre 18 i 24, un 25,3% entre 25 i 44, un 12,9% de 45 a 60 i un 1,1% 65 anys o més.
L'edat mediana era de 18 anys. Per cada 100 dones de 18 o més anys hi havia 85 homes.
La renda mediana per habitatge era de 30.662 $ i la renda mediana per família de 24.356 $. Els homes tenien una renda mediana de 32.000 $ mentre que les dones 11.458 $. La renda per capita de la població era de 5.661 $. Aproximadament el 39,1% de les famílies i el 36,1% de la població estaven per davall del llindar de pobresa.
El segons el cens dels Estats Units de 2010 el 95,54% dels habitants són nadius americans i l'1,57% blancs.

## Poblacions més properes
El següent diagrama mostra les poblacions més properes.